# Manuel Monteiro de Castro
Manuel Monteiro de Castro (sinh 1938) là một Hồng y người Bồ Đào Nha của Giáo hội Công giáo Rôma. Ông nguyên là Tổng Thư kí Giám mục Đoàn, Tổng Thư kí Hồng y đoàn, Chánh án Tòa Ân giải Tối cao. Ông cũng từng đảm nhiệm vị trí Sứ thần Tòa Thánh tại nhiều nơi trên thế giới.

## Tiểu sử
Hồng y Castro sinh ngày 29 tháng 3 năm 1938 tại S. Eufemia, Bồ Đào Nha. sau quá trình tu học, ngày 9 tháng 7 năm 1961, ông được phong chức linh mục, bởi Tổng giám mục Antonio Bento Martins Júnior, Tổng giám mục Tổng giáo phận Braga. Tân linh mục cũng là thành viên linh mục đoàn Tổng giáo phận này.
Ngày 16 tháng 2 năm 1985, Tòa Thánh loan báo chọn linh mục Castro làm Tổng giám mục Hiệu tòa Beneventum, Quyền Sứ thần Tòa Thánh tại Antilles gồm các nước: Bahamas, Barbados, Belize, Dominica, Grenada, Jamaica, Saint Lucia và Trinidad và Tobago. Tân Tổng giám mục đã được tấn phong trong một buổi lễ được cử hành vào ngày 23 tháng 3 cùng năm. Chủ sự phần nghi thức, đồng thời là Chủ phong là Hồng y Agostino Casaroli, Quốc vụ khanh Tòa Thánh và hai phụ phong gồm Tổng giám mục Braga Eurico Dias Nogueira, Tổng giám mục Júlio Tavares Rebimbas từ Giáo phận Porto. Tân giám mục chọn khẩu hiệu:Mane nobiscum Domine.
Ngày 25 tháng 4 năm 1987, Tòa Thánh bổ nhiệm ông kiêm thêm chức Khâm sứ Tòa Thánh tại Antigua và Barbuda. Ngày 21 tháng 8 năm 1990, Tòa Thánh thuyên chuyển ông làm Sứ thần Tòa Thánh tại El Salvador và Honduras. Tuy vậy đến ngày 12 tháng 4 năm 1991, ông đã được rút khỏi vị trí tại Honduras.
Ngày 2 tháng 2 năm 1998, Tòa Thánh tiếp tục thuyên chuyển Tổng giám mục Castro, trao cho ông các vị trí Sứ thần Tòa Thánh tại Nam Phi, Namibia, Swaziland và Lesotho. Tuy nhiên, hai năm sau đó, ngày 1 tháng 3 năm 2000, Tòa Thánh lại thuyên chuyển Tổng giấm mục Castro về làm Sứ thần Tòa Thánh tại Tây Ban Nha và Andora. Từ ngày 7 tháng 12 năm 2007, ông còn kiêm nhiệm thêm chức danh Quan sát viên thường trực của Tổ chức Du lịch Thế giới (UNWTO).
Sau chín năm tại Tây Ban Nha và Andora, Tòa Thánh mời gọi Tổng giám mục Castro về Giáo triều Rôma. Tại giáo triều, ông được trao vị trí Tổng Thư kí Giám mục đoàn ngày 3 tháng 7 năm 2009. Không lâu sau đó, ông còn được chọn là Tổng Thư kí Hồng y đoàn. Hai chức vụ này chấm dứt khi ông được chọn làm Chánh án Tòa Ân giải Tối cao ngày 5 tháng 1 năm 2012.
Trong Công nghị Hồng y 2012 cử hành ngày 18 tháng 2, Giáo hoàng Biển Đức XVI vinh thăng Tổng giám mục Castro tước Hồng y Nhà thờ San Domenico di Guzman. Ông đã đến nhận nhà thờ hiệu tòa của mình ngày 22 tháng 4 sau đó. Tuy nhiên, đến ngày 21 tháng 9 năm 2013, ông được chấp thuận đơn xin về hưu và dừng chức vị Chánh án Tòa Ân giải Tối cao.